# Maszkino (rejon konyszowski)
Maszkino (ros. Машкино) – wieś (ros. село, trb. sieło) w zachodniej Rosji, centrum administracyjne sielsowietu maszkinskiego w rejonie konyszowskim (obwód kurski).

## Geografia
Miejscowość położona jest nad Bieliczką (lewy dopływ Swapy), 12,5 km na północ od centrum administracyjnego rejonu (Konyszowka), 66 km na północny zachód od Kurska.
We wsi znajdują się 193 posesje.
Klimat
Miejscowość, jak i cały rejon, znajduje się w strefie klimatu kontynentalnego z łagodnym ciepłym latem i równomiernie rozłożonymi opadami rocznymi (Dfb w klasyfikacji klimatów Köppena).

## Demografia
W 2010 r. wieś zamieszkiwało 219 osób.